# Краснокаменское городское поселение
Городско́е поселе́ние «Краснокаменское» — муниципальное образование в Краснокаменском районе Забайкальского края Российской Федерации.
Административный центр — город Краснокаменск.

## История
Статус и границы городского поселения установлены Законом Забайкальского края от 18 декабря 2009 г. N 317-ЗЗК "О границах сельских и городских поселений Забайкальского края".

## Население
| 2002    | 2009    | 2010    | 2011    | 2012    | 2013    | 2014    |
| ------- | ------- | ------- | ------- | ------- | ------- | ------- |
| 58 128  | ↘56 987 | ↘56 670 | ↘56 594 | ↘55 897 | ↘55 456 | ↘54 608 |
| 2015    | 2016    | 2017    | 2018    | 2019    | 2020    | 2021    |
| ↘53 795 | ↘53 242 | ↘52 811 | ↘52 299 | ↘51 648 | ↘51 387 | ↘51 137 |

## Состав городского поселения
| № | Населённый пункт | Тип населённого пункта        | Население |
| - | ---------------- | ----------------------------- | --------- |
| 1 | Краснокаменск    | город, административный центр | ↘51 137   |